# Ricanopsis radiata
Ricanopsis radiata är en insektsart som beskrevs av Melichar 1898. Ricanopsis radiata ingår i släktet Ricanopsis och familjen Ricaniidae. Inga underarter finns listade i Catalogue of Life.